# The Hour of Reprisal
Albums de Ill Bill
Black Metal
(2007) Kill Devil Hills
(2010)
The Hour of Reprisal est le troisième album studio d'Ill Bill, sorti le 16 septembre 2008.
À la manière de l'album The Pre-Fix For Death de Necro, The Hour of Reprisal comprend des samples et featurings d'artistes issus du metal : (Killswitch Engage, Soulfly, Slayer et Bad Brains).
De nombreux rappeurs sont invités sur l'album, comme Vinnie Paz, Immortal Technique, Everlast et Tech N9ne.

## Liste des titres
| No  | Titre                                                       | Contient un (des) sample(s) de                                                                    | Durée |
| --- | ----------------------------------------------------------- | ------------------------------------------------------------------------------------------------- | ----- |
| 1.  | Babylon                                                     | Babylon de Don McLean                                                                             | 5:14  |
| 2.  | Doomsday Was Written in an Alien Bible                      |                                                                                                   | 3:03  |
| 3.  | Trust Nobody                                                | Champagne Bath de Sonata Arctica                                                                  | 2:48  |
| 4.  | A Bullet Never Lies (featuring Vinnie Paz)                  |                                                                                                   | 3:24  |
| 5.  | White Nigger                                                | Through the Fire and Flames de DragonForce                                                        |       |
| 6.  | My Uncle (featuring Sicknature)                             |                                                                                                   | 2:45  |
| 7.  | Riya                                                        |                                                                                                   | 3:51  |
| 8.  | War Is My Destiny (featuring Immortal Technique)            | Refuse/Resist de Sepultura Transylvania 1887 d'Alan Silvestri                                     | 3:10  |
| 9.  | Society Is Brainwashed                                      | Occupation: Foole de George Carlin Two Turntables & a Mic de Black Moon Sayin' Somethin' d'Edo. G | 3:44  |
| 10. | This is Who I Am (featuring DJ Muggs)                       |                                                                                                   | 3:19  |
| 11. | Too Young (featuring Slaine)                                |                                                                                                   | 4:32  |
| 12. | Pain Gang (featuring B-Real et Everlast)                    |                                                                                                   | 3:55  |
| 13. | U.B.S. (Unauthorized Biography of Slayer) (featuring Necro) | U.B.R. (Unauthorized Biography of Rakim) de Nas                                                   | 2:28  |
| 14. | Coka Moschiach (featuring Raekwon)                          |                                                                                                   | 2:31  |
| 15. | The Most Dangerous Weapon Alive (featuring Necro)           |                                                                                                   | 2:21  |
| 16. | Soap (skit)                                                 |                                                                                                   | 0:48  |
| 17. | I'm a Goon (featuring Sicknature)                           | Thousands to M's d'Ill Bill featuring Raekwon et Skam2?                                           | 3:24  |
| 18. | Only Time Will Tell (featuring Necro et Tech N9ne)          |                                                                                                   | 4:36  |